# Orós Alto
Orós Alto – miejscowość w Hiszpanii, w Aragonii, w prowincji Huesca, w comarce Alto Gállego, w gminie Biescas, 63 km od miasta Huesca.
Według danych INE z 1999 roku miejscowość zamieszkiwało 30 osób. Wysokość bezwzględna miejscowości jest równa 835 metrów. Kod pocztowy do miejscowości to 22630.